# Farvel til mafiaen
Farvel til mafiaen (originaltitel: The Family) er en amerikansk sort komedie krimi film fra 2013 instrueret af Luc Besson.

## Medvirkende
- Robert De Niro – Fred Blake / Giovanni Manzoni
- Tommy Lee Jones – Robert Stansfield
- Michelle Pfeiffer – Maggie Blake / Maggie Manzoni